# Parc territorial des sources sulfureuses de Lavino
Le parc territorial des sources sulfureuses de Lavino est un espace naturel protégé créé dans les Abruzzes en 1987. Il est situé dans la commune de Scafa, dans la province de Pescara,.
L'espace naturel protégé a été créé par la loi régionale du 29 mai 1987 comme parc suburbain.

## Description
Le parc occupe une superficie de 37,8 ha, et s'inscrit sur le territoire de Decontra, un hameau de la commune de Scafa. Sa zone voit la présence de la rivière Lavino avec son eau sulfureuse, d'où le nom, qui prend son origine dans le Vallone di Santo Spirito, situé dans le parc national de la Majella, pour se jeter ensuite dans la rivière Aterno-Pescara. La rivière alimentait, avec ses eaux, quatre centrales hydroélectriques, six moulins et une scierie, situés le long de son cours, dont seul le moulin Farnèse, datant du XVIe siècle, reste présent.

## Flore
La flore du parc comprend diverses espèces de plantes arboricoles, herbacées et florales, telles que l'érable champêtre, l'asperge, l'aubépine, le charme commun, le charme-houblon, le cyclamen printanier , le frêne, la grande pervenche, la petite pervenche , le peuplier blanc, le peuplier noir, le tremble, robinier, chêne pubescent, saule blanc, saule gris, saule pleureur et saule rouge.

## Faune
La faune du parc comprend des spécimens de bergeronnette des ruisseaux, fauvette à tête noire, chardonneret, coucou, belette, fouine, gallinule poule-d'eau, geai, pouillot véloce, martin-pêcheur d'Europe, pic vert, hérisson, Fauvette passerinette, blaireau, colombe, rossignol, serin et renard.

## Galerie

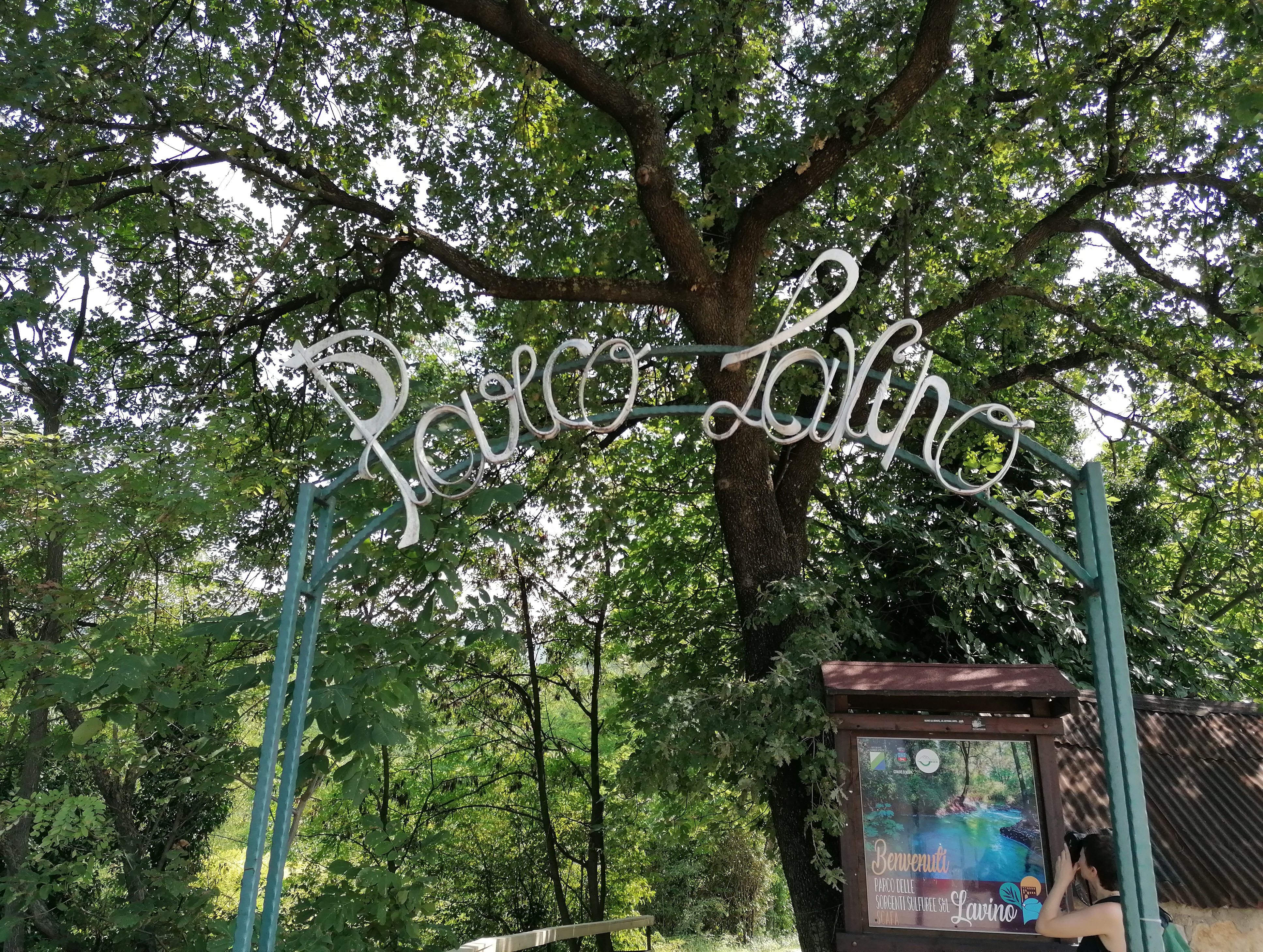
Entrée du parc
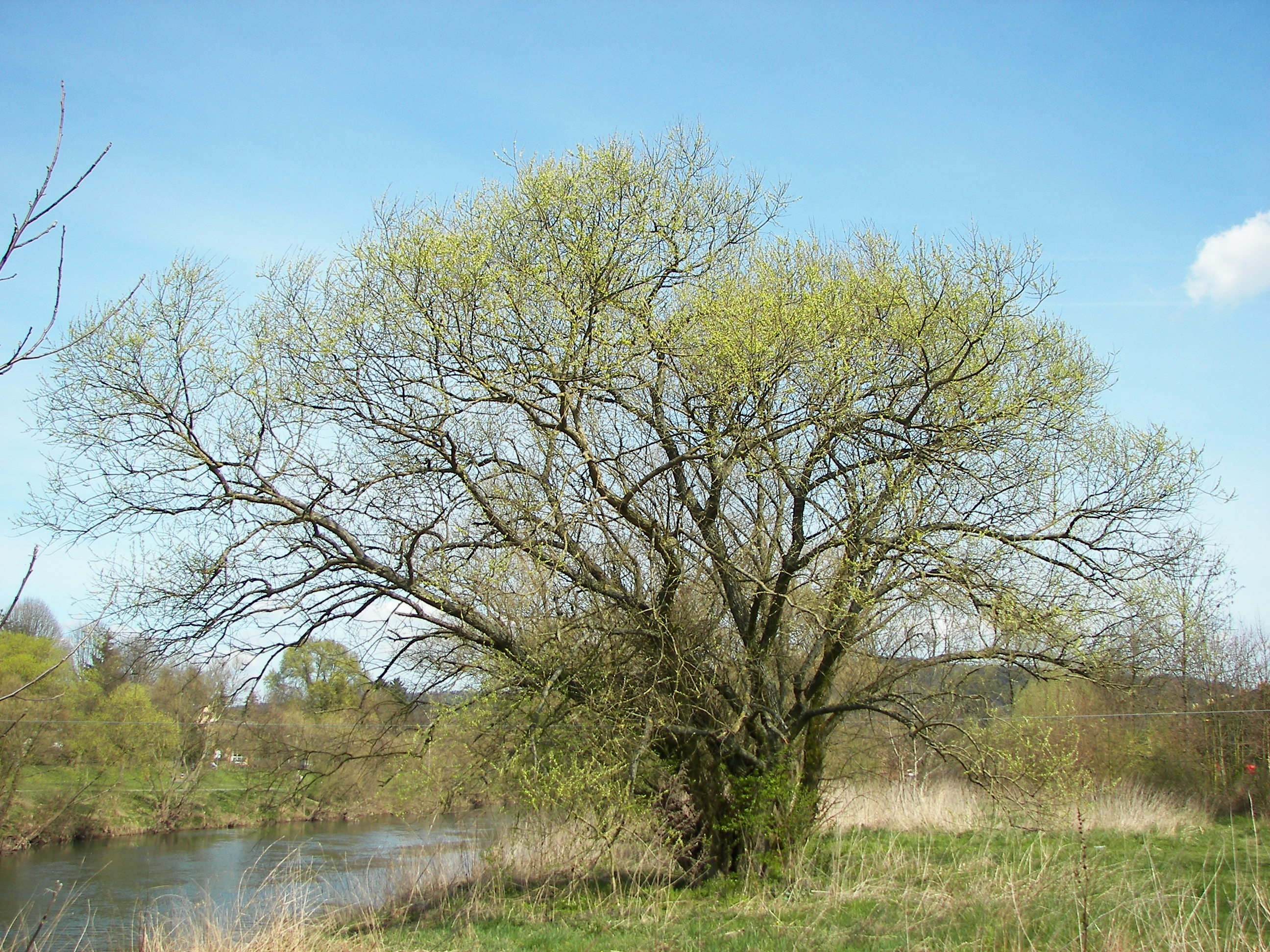
Le saule blanc
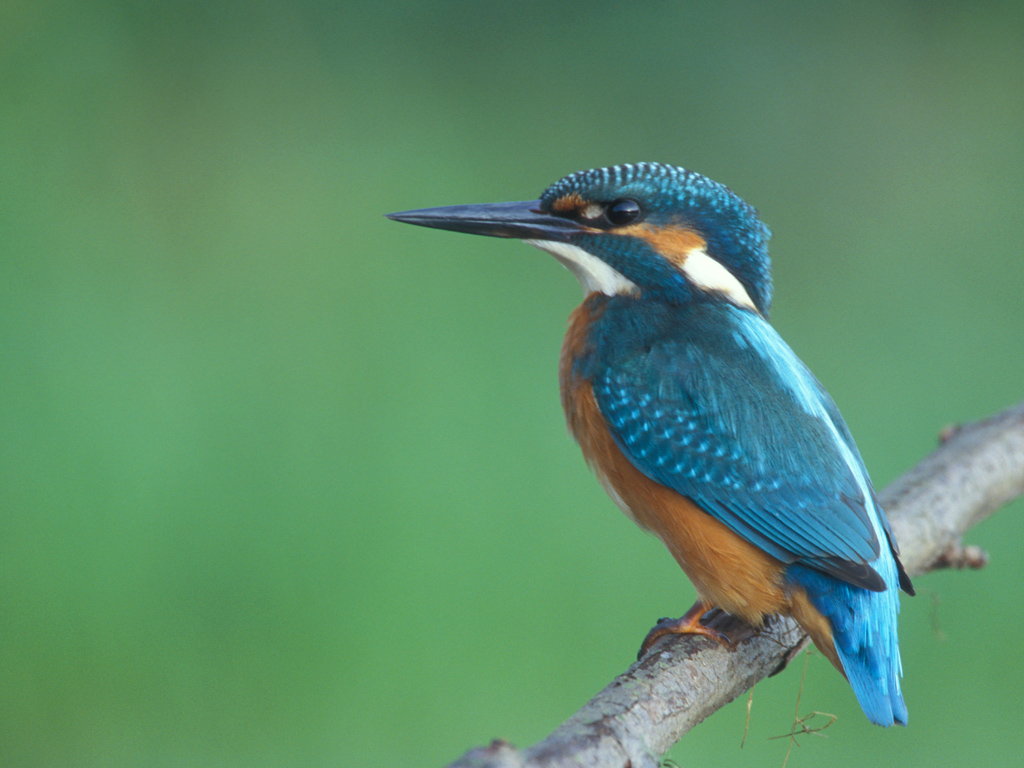
Martin-pêcheur